# Lasegueov znak
Lasegueov znak ili Lazarevićev znak je medicinski znak koji se ispituje dizanjem ekstendirane noge u ležećem položaju, a koristi se za otkrivanje nadražaja korijena moždinskih živaca (L5-S1) ili leptomeninga. 
Ispitivanje se izvodi tako da ispitanik leži na leđima, a ispitivač njegovu ispruženu (ekstendiranu) nogu u zglobu kuka i koljena podiže. Lasegueov znak je pozitivan ako se u nekom stupnju odizanja javi bol i dođe do zakočenja dodatnog odizanja.
Znak je dobio ime po francuskom liječniku Charlesu Lasègueu (1816. – 1883.) i po srpskom liječniku i književniku Lazi K. Lazareviću (13. svibnja 1851. — 10. siječnja 1891).